# 郭世隆
郭世隆（1645年—1716年），字昌伯，号逸斋，汉军镶红旗人。中國清朝官員。

## 生平
父郭洪臣，原籍汾州。顺治二年（1645年），英亲王阿济格攻打九江，郭洪臣随明将左梦庚来降，入八旗。康熙四年（1665年），郭世隆袭父职管佐领，授礼部员外郎，改御史，擢内阁学士。
康熙二十九年（1690年），代于成龙为直隶巡抚，解决大案、疑案，勘灾防盗，勤慎任事。转任闽浙总督。於1702年12月17日－1707年1月23日期間，奉旨接替石琳擔任兩廣總督。全名為「總督兩廣等處地方提督軍務、糧饟兼巡撫事」的該官職，是兼轄廣西地區的廣東、廣西兩省之最高統治者，亦為清朝封疆大吏之一。先后上疏请蠲赋治赈、积贮，并毁私钱，辑海盗，很有政绩。后来担任湖广总督。前后任督抚二十年，官至刑部尚书。康熙五十五年卒。

## 家庭
- 父郭洪臣，佐领，累官湖广道州总兵。
- 子郭朝祚，兰州道、国子监祭酒，书画家。为宁远大将军查郎阿画《征西图》即《雍正平准图》，曾命名黄州之“東坡赤壁”。

## 延伸阅读
[在维基数据编辑]
 《清史稿/卷275》，出自趙爾巽《清史稿》